# Симпсоны (сезон 1)
Первый сезон мультсериала «Симпсоны» был показан в период с 17 декабря 1989 года по 13 мая 1990 года на телеканале Fox. Контролировали создание сезона Мэтт Грейнинг, Джеймс Брукс и Сэм Саймон. Сезон был выпущен на DVD 25 сентября 2001 года. Это единственный сезон «Симпсонов» без Хэллоуинских эпизодов.
Первоначально первой серией этого сезона должна была стать «Some Enchanted Evening», которая должна была познакомить зрителей с главными героями. Однако, после первого просмотра эпизода, продюсеры обнаружили, что анимация была настолько плохой, что 70 % всей серии надо заново переделывать. Они решили отодвинуть премьеру, если следующая серия окажется так же анимирована, как и первая, однако это оказалось не так. В итоге, продюсеры уговорили канал FOX отодвинуть премьеру сериала до 17 декабря и выпустили эпизод «Simpsons Roasting on an Open Fire» первым.
Среднее количество зрителей премьеры серии, сезона было 27,8 млн человек. 
Первый сезон выиграл одну премию «Эмми». Кроме остальных эпизодов сезона. Серия «Life on the Fast Lane» победила в номинации «Лучшая анимационная программа». Кроме этого, сезон номинировался ещё на 3 премии:
- хотя различные телепрограммы ограничивались одним эпизодом в категории, «Simpsons Roasting on an Open Fire» считается специальным эпизодом и номинировался в категории: «Выдающееся редактирование специальных серий или короткометражек»;
- серия «The Call of the Simpsons» — в категории: «Выдающиеся личные достижения в создании музыки для специальных или комедийных программ»;
- основная музыкальная тема мультсериала, сочинена Дэниелом Эльфманом, была номинирована в категории: «Лучшее достижение в главной вступительной музыкальной теме».

DVD диск был выпущен 25 сентября 2001 года в США и Канаде, 24 сентября 2001 года в Южной Америке, Европе, ЮАР, Японии, Австралии и на Ближнем Востоке и 21 августа 2008 года в России.

## Список серий
| № общий | № в сезоне | Название                                                                | Режиссёр                          | Автор сценария                                           | Дата премьеры   | Произв. код | Зрители в США (млн) |
| --- | ---------- | ----------------------------------------------------------------------- | --------------------------------- | -------------------------------------------------------- | --------------- | ----------- | ------------------- |
| 1 | 1          | «Симпсоны жарятся на открытом огне» «Simpsons Roasting on an Open Fire» | Дэвид Силверман                   | Мими Понд                                                | 17 декабря 1989 | 7G08        | 26,7                |
| Во время рождественских покупок Барт сбегает и делает себе татуировку. Вскоре, обнаружив это, Мардж использует все рождественские сбережения Симпсонов, чтобы её удалить. В то же время Гомер узнал, что он не получит рождественскую премию от мистера Бёрнса и у него нет денег для покупки рождественских подарков. Он решает не говорить своей семье о финансовых трудностях и устраивается Санта-Клаусом на работу в супермаркет… |            |                                                                         |                                   |                                                          |                 |             |                     |
| 2 | 2          | «Барт — гений» «Bart the Genius»                                        | Дэвид Силверман                   | Джон Витти                                               | 14 января 1990  | 7G02        | 24,5                |
| Барт не может решить тест на определение IQ и подменивает свой тест на тест Мартина Принса, самого умного мальчика в его классе. После обнародования результатов школьный психолог объявил, что Барт — гений, и переводит его в школу для одарённых детей. В связи с этим Гомер начинает относиться к Барту с уважением. Приглашённые звезды: Марсия Уоллес в роли Эдны Крабаппл |            |                                                                         |                                   |                                                          |                 |             |                     |
| 3 | 3          | «Одиссея Гомера» «Homer’s Odyssey»                                      | Уэсли Арчер                       | Джей Коген и Уоллес Володарский                          | 21 января 1990  | 7G03        | 27,5                |
| Класс Барта посещает Спрингфилдская атомная электростанция |            |                                                                         |                                   |                                                          |                 |             |                     |
| 4 | 4          | «В гостях хорошо, а дома плохо» «There’s No Disgrace Like Home»         | Грег Ванзо и Кент Баттерворт      | Эл Джин и Майк Рейсс                                     | 28 января 1990  | 7G04        | 20,2                |
| Гомер едет вместе со своей семьёй на ежегодный корпоратив в доме мистера Бёрнса. Мардж, Барт и Лиза позорят Гомера. Гомер решает, что его семье необходима профессиональная помощь. |            |                                                                         |                                   |                                                          |                 |             |                     |
| 5 | 5          | «Генерал Барт» «Bart the General»                                       | Дэвид Силверман                   | Джон Шварцвельдер                                        | 4 февраля 1990  | 7G05        | 27,1                |
| Барт страдает от Нельсона Манца, школьного хулигана, который бьёт Барта каждый день после школы. В отчаянии Барт идёт к дедушке, который советует собрать всех детей и объявить хулигану настоящую войну. |            |                                                                         |                                   |                                                          |                 |             |                     |
| 6 | 6          | «Стонущая Лиза» «Moaning Lisa»                                          | Уэсли Арчер                       | Эл Джин и Майк Рейсс                                     | 11 февраля 1990 | 7G06        | 27,4                |
| Лиза подавляется, что начинает влиять на её результатах в школе. Её родители не способны сделать девочку счастливой. Однажды ночью она слышит джазовую музыку и уходит из дома, чтобы найти исполнителя. Она встречает Мерфи Кровавые Дёсны, который учит её, как выражать свои чувства через саксофон. Однако, узнав об этом, Мардж на следующий день предлагает Лизе постоянно улыбаться, как бы на самом деле она не чувствовала себя, для обретения популярности. Тем временем Гомер и Барт играют в бокс на видеоприставке, и отец постоянно проигрывает сыну. Приглашённые звезды: Рон Тейлор в роли Мерфи Кровавых Дёсен; Мириам Флинн в роли мисс Барр, учительницы физкультуры |            |                                                                         |                                   |                                                          |                 |             |                     |
| 7 | 7          | «Зов Симпсонов» «The Call of the Simpsons»                              | Уэсли Арчер                       | Джон Шварцвельдер                                        | 18 февраля 1990 | 7G09        | 27,6                |
| Гомер завидует Неду Фландерсу, который купил фургон, и решает купить его модифицированную модель. Однако он покупает старенький фургон и едет с семьёй на природу… Приглашённые звезды: Альберт Брукс в роли Ковбоя Боба |            |                                                                         |                                   |                                                          |                 |             |                     |
| 8 | 8          | «Болтающая голова» «The Telltale Head»                                  | Рич Мур                           | Эл Джин, Майк Рейсс, Сэм Саймон и Мэтт Грейнинг          | 25 февраля 1990 | 7G07        | 28                  |
| Пытаясь произвести впечатление на школьных хулиганов, Барт решает украсть голову статуи Джебедаи Спрингфилда. На следующий день весь город (в том числе и хулиганы) возмущён вандализмом над статуей… |            |                                                                         |                                   |                                                          |                 |             |                     |
| 9 | 9          | «Жизнь на полную катушку» «Life on the Fast Lane»                       | Дэвид Силверман                   | Джон Шварцвельдер                                        | 18 марта 1990   | 7G11        | 33,5                |
| Забыв о дне рождения Мардж, Гомер бежит в торговый центр Спрингфилда за подарком и покупает ей… шар для боулинга со своим именем. Мардж не впечатлена подарком, однако когда она узнаёт, что Гомер сам собирается воспользоваться шаром, начинает учиться играть в боулинг. Во время игры она встречает Жака, очаровательного французского инструктора по боулингу, который предлагает ей свои услуги. Жак соблазняет Мардж и приглашает её к себе домой… Приглашённые звезды: Альберт Брукс в роли Жака |            |                                                                         |                                   |                                                          |                 |             |                     |
| 10 | 10         | «Вечеринка Гомера» «Homer’s Night Out»                                  | Рич Мур                           | Джон Витти                                               | 25 марта 1990   | 7G10        | 30,3                |
| Барт приобретает миниатюрную шпионскую фотокамеру и ухитряется сфотографировать Гомера, танцующего на холостяцкой вечеринке сотрудников с исполнительницей танца живота по имени Принцесса Кашмир. Он раздаёт копии снимка своим друзьям, и, в конце концов, фотография начинает распространяться, пока в итоге Мардж не видит её. Она выгоняет Гомера из дома, потому что огорчена, что Барт видел всё это. Приглашённые звезды: Сэм Макмюррей в роли Гулливера Тёмного |            |                                                                         |                                   |                                                          |                 |             |                     |
| 11 | 11         | «Лист гнева» «The Crepes of Wrath»                                      | Уэсли Арчер и Милтон Грей         | Джордж Мейер, Сэм Саймон, Джон Шварцвельдер и Джон Витти | 15 апреля 1990  | 7G13        | 31,2                |
| Директору Скиннеру надоели шалости Барта, и он предлагает Мардж и Гомеру отправить того во Францию по программе обмена студентами. Семья соглашается и Барт отправляется в «Chateau Maison», который оказывается старой винодельной фабрикой. Тем временем мальчик по имени Адиль из Албании живёт с Симпсонами, но на самом деле он является шпионом, которого послали получить чертежи Спрингфилдской атомной станции. |            |                                                                         |                                   |                                                          |                 |             |                     |
| 12 | 12         | «Красти арестован» «Krusty Gets Busted»                                 | Брэд Бёрд                         | Джей Коген и Уоллес Володарский                          | 29 апреля 1990  | 7G12        | 30,4                |
| При покупке мороженого в магазине «На скорую руку» Гомер становится свидетелем грабежа, совершённого клоуном Красти. Последний попадает в тюрьму, и за его шоу берётся его помощник, Сайдшоу Боб. Барт уверен, что Красти невиновен, и вместе с Лизой собирает доказательства по преступлению. Приглашённые звёзды: Келси Грэммер в роли Сайдшоу Боба |            |                                                                         |                                   |                                                          |                 |             |                     |
| 13 | 13         | «В один из волшебных вечеров» «Some Enchanted Evening»                  | Дэвид Силверман и Кент Баттерворт | Сэм Саймон и Мэтт Грейнинг                               | 13 мая 1990     | 7G01        | 27,1                |
| Гомер и Мардж уходят на романтический ужин, нанимая няню миссис Ботс, чтобы заботиться о Барте и Лизе. Узнав, что их сиделка — опасная преступница, Барт и Лиза вынуждены принять меры… Приглашённые звезды: Пенни Маршалл в роли миссис Ботс, Джун Форей в роли секретарки службы «Rubber Baby Buggy Bumpers», Пол Вилсон в роли флориста, Кристофер Коллинз в роли ведущего «Самых вооруженные и опасных» |            |                                                                         |                                   |                                                          |                 |             |                     |

## Издание на DVD
DVD-диск первого сезона был выпущен компанией 20th Century Fox в Соединенных Штатах Америки и Канаде в сентябре 2001 года, 11 лет спустя после первого показа. Помимо полного собрания эпизодов, диск также включал дополнительные материалы, такие как удаленные сцены, анимация и комментарии к каждому эпизоду. Этот набор занял первое место по продажам, благодаря 1,9 миллионам проданных копий, и держал лидерство до октября 2004 года, когда был выпущен первый сезон Шоу Шаппелла. В России DVD был выпущен 21 августа 2008 года компанией «Двадцатый век Фокс СНГ».
| Первый сезон | | | |
| Подробно | Подробно | Подробно | Дополнительно |
| - 13 эпизодов - 3-дисковая версия - Соотношение сторон — 1.33:1 - Языки: - Английский (Dolby Digital 5.1, с субтитрами) - Французский (Dolby Digital 2.0) - Испанский (только субтитры) | - 13 эпизодов - 3-дисковая версия - Соотношение сторон — 1.33:1 - Языки: - Английский (Dolby Digital 5.1, с субтитрами) - Французский (Dolby Digital 2.0) - Испанский (только субтитры) | - 13 эпизодов - 3-дисковая версия - Соотношение сторон — 1.33:1 - Языки: - Английский (Dolby Digital 5.1, с субтитрами) - Французский (Dolby Digital 2.0) - Испанский (только субтитры) | - Комментарии ко всем 13 эпизодам. - Сценарии для серий «Барт — гений», «Генерал Барт», «Стонущая Лиза» и «В один из волшебных вечеров» - Не выпущенная версия эпизода «В один из волшебных вечеров» с комментариями - Статьи Алберта Брукса - BBC: Лучшая американская семья - Новости ABC: Футболка Барта - Шоу Трейси Ульман: Good Night - Видео на других языках - Наброски - Сканы и обложки журналов |
| Дата выпуска | | | - Комментарии ко всем 13 эпизодам. - Сценарии для серий «Барт — гений», «Генерал Барт», «Стонущая Лиза» и «В один из волшебных вечеров» - Не выпущенная версия эпизода «В один из волшебных вечеров» с комментариями - Статьи Алберта Брукса - BBC: Лучшая американская семья - Новости ABC: Футболка Барта - Шоу Трейси Ульман: Good Night - Видео на других языках - Наброски - Сканы и обложки журналов |
| Регион 1 | Регион 2 | Регион 4 | - Комментарии ко всем 13 эпизодам. - Сценарии для серий «Барт — гений», «Генерал Барт», «Стонущая Лиза» и «В один из волшебных вечеров» - Не выпущенная версия эпизода «В один из волшебных вечеров» с комментариями - Статьи Алберта Брукса - BBC: Лучшая американская семья - Новости ABC: Футболка Барта - Шоу Трейси Ульман: Good Night - Видео на других языках - Наброски - Сканы и обложки журналов |
| 25 сентября 2001 | 24 сентября 2001 | 24 сентября 2001 | - Комментарии ко всем 13 эпизодам. - Сценарии для серий «Барт — гений», «Генерал Барт», «Стонущая Лиза» и «В один из волшебных вечеров» - Не выпущенная версия эпизода «В один из волшебных вечеров» с комментариями - Статьи Алберта Брукса - BBC: Лучшая американская семья - Новости ABC: Футболка Барта - Шоу Трейси Ульман: Good Night - Видео на других языках - Наброски - Сканы и обложки журналов |